# Пансербізм

Прапор Сербії

Пансербізм — імперський рух, що виник у першій половині XIX століття на Балканах, метою якого є об'єднання всіх так званих «сербських земель» (де живуть хорвати, боснійці та інші самобутні народи) у Велику Сербію. 
Засновником пансербізму був Досітей Обрадович, письменник і мислитель. Він писав твори про визвольну боротьбу сербського народу та патріотичні вірші. Вважав усіх жителів Сербії, Боснії, Герцеговини, Чорногорії, Далмації, Хорватії, Сірмія, Банату та Бачки братами незалежно від релігії та церкви. Серед інших прихильників пансербізму — історик Йован Раїч та Сава Текелія, які публікували роботи про райони, що перебувають під єдиною назвою «Сербська земля».
Концепцію пансербізму підтримують імперіалісти, які ґрунтуються на понятті сербського завоювання. Вони вважали, що об'єднання у єдиній державі змогло би подолати релігійні бар'єри, які відокремлюють православних слов'ян, слов'ян-католиків та слов'ян-мусульман, яких пансербісти хотіли б асимілювати, оскільки вважають представниками єдиної нації. Ідея уніфікації та гомогенізації силою була висунута Петром II Негошем.